# Classe G3
Pour les articles homonymes, voir G3.
La classe G3 ou projet G3 est un projet de construction de croiseurs de bataille mené par la Royal Navy après la fin de la Première Guerre mondiale, afin de rester dans la course aux armements menée par les États-Unis et l'empire du Japon. Le traité naval de Washington interdisant la construction de navires de plus de 35 000 tonnes, les quatre navires prévus sont annulés le 13 février 1922.

## Genèse
La Royal Navy est consciente d'avoir terminé la Première Guerre mondiale en position d'infériorité vis-à-vis des marines américaine et japonaise. Malgré l'avantage du nombre, la plupart des dreadnoughts armés de canons de 12 pouces (305 mm) sont dépassés, et même ceux portant des canons de 13,5 pouces (343 mm) et de 15 pouces (381 mm) sont surclassés par les derniers super-dreadnoughts construits durant la guerre, armés de canons de 14 pouces (356 mm) et de 16 pouces (406 mm).
Alors qu'une reconstruction complète des navires armés de canons de 381 mm peut résoudre la plupart des problèmes, le besoin se fait sentir pour une nouvelle classe de navires capable d'encaisser des tirs d'obus de 406 mm et de 457 millimètres (18 po). Il y a aussi un besoin urgent de se servir des leçons apprises durant la guerre. La classe Admiral, malgré de nombreuses améliorations, est essentiellement basée sur une conception pré-Jutland, et en 1921 de nombreux tests sur des navires allemands ont pu être conduits depuis lors.

## Conception
Le premier projet mis sur les rails est celui d'une classe de quatre grands croiseurs de bataille, dont la construction doit commencer en 1921. Le concept évolue alors vers une classe de cuirassés rapides, se rapprochant du concept américain de « tout ou rien ». Les derniers types de blindage doivent être utilisés, avec une armure interne inclinée et des bulbes anti-torpilles. 
Pour la première fois, des tourelles triples sont évoquées afin de concentrer l'armement principal, l'armement secondaire étant prévu monté sur des tourelles doubles. De nombreuses ébauches voient le jour, ayant toutes en commun une concentration des protections sur les parties vitales du navire, et des tourelles rapprochées les unes des autres afin d'avoir un blindage le plus épais possible. Ces innovations représentent un grand pas en avant, dans le même genre que celui effectué lors de la construction du Dreadnought 17 ans plus tôt, montrant à quel point la taille des navires a augmenté en un peu plus d'une décennie.
Après de nombreuses discussions, le plan G3 est accepté en février 1921 et la conception finale validée en août de la même année. Les commandes sont passées le 26 octobre aux chantiers William Beardmore, John Brown, Fairfield Shipbuilding et Swan Hunter, ce dernier sous-traitant les machines à Parsons. Cependant, les commandes sont suspendues le 18 novembre sur un ordre du Cabinet. Le Royaume-Uni utilise alors la construction de ces navires comme levier lors de la conférence de Washington, mais le pays s'enfonce dans une crise financière, et le Cabinet n'aurait de toute façon pas autorisé une telle dépense, même si les Américains et les Japonais avaient refusé de négocier une baisse de la taille de leurs flottes.
Bien que la construction n'ait pas commencé, les détails sont suffisants pour servir de base aux deux cuirassés de la classe Nelson, version tronquée emportant le même armement et le même blindage, mais plus lente de 8 à 9 nœuds (17 km/h). En accord avec les termes du traité de Washington, les quatre G3 sont annulés le 13 février 1922, les noms des navires n'étant jamais attribués.

## Unités prévues
| Nom | Chantier                      | Destin                                                              |
| --- | ----------------------------- | ------------------------------------------------------------------- |
| ??  | William Beardmore and Company | Construction suspendue en novembre 1921 et annulée en février 1922. |
| ??  | John Brown & Company          | Construction suspendue en novembre 1921 et annulée en février 1922. |
| ??  | Fairfield Shipbuilding        | Construction suspendue en novembre 1921 et annulée en février 1922. |
| ??  | Swan Hunter                   | Construction suspendue en novembre 1921 et annulée en février 1922. |